# گروه فریزر
گروه فریزر (انگلیسی: Frasers Group) شرکت تجهیزات ورزشی بریتانیایی است، که در سال ۱۹۸۲ توسط مایک اشلی تأسیس شد.